# Saba (cantante)
Anna Saba Lykke Oehlenschlæger, nota semplicemente come Saba (AFI: [ˈænæ ˈsɛːpæ ˈløkə ˈøˀln̩ˌsleːjɐ]; Addis Abeba, 11 agosto 1997), è una cantante, modella e attrice teatrale danese di origini etiopi.
Ha rappresentato la Danimarca all'Eurovision Song Contest 2024 con il brano Sand.

## Biografia
Nata nella capitale etiope, insieme alla sua sorella gemella è stata successivamente adottata da una coppia danese originaria di Ringkøbing. Durante la sua infanzia, Oehlenschlæger ha giocato a calcio nella DBU Jutland, la principale associazione calcistica della Danimarca.
Dopo aver abbandonato gli studi, insieme a sua sorella si è trasferita a Copenaghen, dove ha iniziato a lavorare come modella e imprenditrice per la vendita di prodotti per lo sbiancamento dentale, mentre sua sorella Andrea Sara Lykke Oehlenschlæger ha intrapreso una carriera come cantante ed attrice teatrale. Nel febbraio 2023, dopo che Andrea era impossibilitata a causa della sua gravidanza, ha recitato il ruolo di Dionne per la prima del musical Hair all'Østre Gasværk Teater di Copenaghen, marcando il suo debutto come attrice teatrale.
Nel gennaio 2024 è stata confermata fra gli 8 partecipanti all'annuale Dansk Melodi Grand Prix, festival utilizzato per selezionare il rappresentante danese all'annuale Eurovision Song Contest, con l'inedito nonché singolo di debutto Sand. Il 17 febbraio successivo Saba ha preso parte all'evento, dove il voto combinato di pubblico e giuria l'ha scelta come vincitrice e rappresentante nazionale all'Eurovision Song Contest 2024 a Malmö. Saba si è fermata al 12º posto nella seconda semifinale, mancando l'approdo in finale per soli 7 punti. Per la Danimarca è stata la quarta eliminazione consecutiva in semifinale.

## Vita privata
Nel 2018 a Saba è stato diagnosticato un disturbo bipolare di tipo I: la cantante da allora è stata ricoverata più volte in ospedale fino al 2020, come ha spiegato nel documentario autobiografico Min sindssyge tvilling. Durante la sua adolescenza ha anche praticato autolesionismo. È stata successivamente nominata ambasciatrice della Danish Depression Association.
Apertamente lesbica, dal 2020 al 2023 ha una relazione con l'imprenditrice danese Lærke-Maria Schmidt. Dal 2024 è fidanzata con Aviaja Larsen.

## Discografia

### Singoli
- 2024 – Sand